# Arno Theus
Arno Theus (Thusis, 18 oktober 1911 - Chur, 24 maart 1999) was een Zwitsers econoom, bestuurder en politicus voor de Zwitserse Volkspartij (SVP/UDC) uit het kanton Graubünden.

## Biografie

### Afkomst en opleiding
Arno Theus was een zoon van Leonhard Theus, een handelaar, en van Mathilda Bandli. Hij was getrouwd met Ursula Katharina Brunold. Na zijn schooltijd aan de kantonnale school van Chur studeerde hij economische wetenschappen aan de Universiteit van Sankt Gallen en de Universiteit van Bern, waar hij in 1938 een doctoraat behaalde.

### Politicus
Van 1939 tot 1947 was Theus lid van de Grote Raad van Graubünden. Vervolgens was hij van 1951 tot 1956 lid van de Regering van Graubünden bevoegd voor Openbaar Onderwijs en Gezondheid. Nadien was hij van 4 juni 1956 tot 1 juni 1974 lid van de Kantonsraad, waarvan hij van 30 november 1970 tot 28 november 1971 voorzitter was.

### Bestuurder
Van 1937 tot 1950 was Theus secretaris van de Graubündense Boerenbond. Van 1966 tot 1985 was hij bestuurder bij de Bündner Kraftwerke, van 1978 tot 1985 bij de Kraftwerke Hinterrhein en van 1959 tot 1982 bij de Kantonnale Bank van Graubünden. Van 1963 tot 1975 was hij voorzitter van de Bündner Arbeitsgemeinschaft für Wanderwege.